# Tauranga
Tauranga är den största staden i regionen Bay of Plenty på Nordön av Nya Zeeland. Staden är den femte största i landet och den snabbast växande. Tauranga ligger 105 km öst om Hamilton och 85 km norr om Rotorua. Invånarantalet låg 2013 på 114 789 personer.
Staden består egentligen av tre olika orter som tillsammans utgör storstadsområdet Tauranga. Dessa tre är Tauranga, Mount Maunganui och Papamoa.
Runt omkring Tauranga finns mycket bördig jord och området är centrum för odlingen av kiwifrukt i landet. Utöver kiwifrukt odlas även grapefrukt, äpplen och vindruvor.
Tauranga åtnjuter ett varmt, behagligt klimat med relativt lite nederbörd på grund av dess position på östkusten och tack vare detta är staden ett populärt semestermål på sommaren.
Hamnen i Tauranga är en av landets största exporthamnar och kiwifrukten från området skeppas ut till bland annat Japan härifrån.
Tauranga och Mount Maunganui binds samman av en enfilig bro över det mellanliggande sundet samt sen några år tillbaka även av en motortrafikled söder om staden.